# Сантана Морис
Сантана Морис (енгл. Santana Morris; Сент Џејмс, 4. децембар 1990) је јамајски педагог, мотивациони говорник и јамајчански амбасадор у Уједињеним нацијама. 

## Младост и образовање
Сантана Морис је рођена 4. септембра 1990. године у Сент Џејмсу на Јамајци. Није могла да говори све док јој није било четири година. Међутим, упркос тим проблемом, касније је успела да га превазиђе и постане академик.
Дипломирала је образовање на Педагошком колеџу у Шортвуду са похвалама, а своју мастер тезу у менаџменту је одбранила на Универзитету технологије на Јамајци. Добила је професионални сертификат из стратешке економске дипломатије од Међународног центра за парламентарне студије у Лондону.
Тренутно је на докторским студијама из лидерства у САД.

## Каријера
Основала је 2016. године Јамајску интензивну клинику читања (енг. Jamaica Intensive Reading Clinic), са циљем да промовише писменост на Јамајци кроз пет компоненти - флуентност, вештине разумевања, вокабуларног развоја, фонеме и фонолошки развој. Исте те године, покренула је Свеострвски летњи камп читања (All Island Summer Reading Camp) под темом „Револуција у животима 21. века ка холистичном развоју у Јамајци и карипског региона” са циљем да помогне деци широм Јамајке са потешкоћом у описмењавању. Камп је одржанпрви пут 206. године у седам парохија Јамајке.
Јула 2017. године, организовала је други камп тог типа са циљем општег промовисања писмености пиром Јамајке.
У интервјуу за новине Карибијен лајф, говорила је о сврси кампа:
„Друштво у проблемима је оно где је незапосленост међу младима велика и где су жене неједнаке - писменост је основ која ће омогућити борбу против тога. Имам жељу да помогнем на овај начин кроз образовање и културни развој, као и да створим свест код људи како би увидели колико је ово значајно.”
Октобра 2017. године, постала је јамајски амбасадор младих у Уједњеним нацијама са циљем да промовише инклузивност младих и партиципацију у процесе доношења одлука.  Дана 6. децембра 2017, премијер Јамајке јој је доделио Награду младих за изузетност (Prime Minister's Youth Awards for Excellence) на церемонији одржаној у његовом кабинету. Као УН амбасадор млахи, септембра 2018. године је започелу серију разговора о сигурним просторима младих Јамајке, који су били одржавани у разним средњим школама и колеџима под називом: „Очувење наших младих кроз стратешку интервенцију у стварању сигурних простора 21. века” (Preserving our Youth Through Strategic Intervention in Creating Safe Spaces in the 21st Century). 

## Награде и признања
Добила је неколико награда и признања за њен рад:
- 2016 - Гувернерова награда за постигнуће и изврсност због рада у заједници и вођства (Governor General's Achievement Award for Achievement for Excellence in Community Work & Leadership) додељена у Јамајци [8]
- 2016 - „I Believe” амбасадор иницијативе (I Believe Initiative Ambassador) додељена у Јамајци;
- 2017 - „30 Under thirty emerging leader's/ Change Markers Award”, додељена у Вашинготну, САД[9]
- 2017 - Премијерова Награда млада за изузетност (Prime Minister's Youth Award for Excellenceиздата у Јамајци.[7]